# География на Република Южна Африка
Република Южна Африка е държава в най-южната част на Африка, покрай бреговете на Атлантическия океан на запад и Индийския океан на юг и югоизток, на юг от 22° ю.ш. в тропичния и субтропичния пояси. На северозапад РЮА граничи с Намибия (дължина на границата – 855 km), на север – с Ботсвана (1550 km) и Зимбабве (250 km), на изток – с Мозамбик (491 km) и Есватини (470 km) и на югоизток – с анклава Лесото (780 km). Общата дължина на сухоземните граници (в т.ч. речни) е 4396 km. На запад се мие от водите на Атлантическия океан с дължина на бреговата линия 872 km, а на юг и югоизток – от водите на Индийския океан с дължина на бреговата линия 2082 km. Общата дължина на бреговата линия е 2954 km. Бреговете на страната са праволинейни, предимно планински, с малко на брой удобни заливи. По Атлантическото крайбрежие на северозапад и по крайбрежието на Индийския океан на североизток от Дърбан се простират акумулативни брегове. На юг са разположени заливите Алгоа, Сент Франсис, Моселбей, Сент Себастиан, Фолсбей и др. На запад планинските участъци на брегове се редуват с низинни, но големи естествени заливи липсват. Дължината на страната от североизток на югозапад е 1800 km, а ширината от северозапад на югоизток – 950 km на юг. В тези си граници РЮА заема площ от 1 221 037 km². Населението към 1.1.2021 г. възлиза на 60 143 000 души. Столица е град Претория.
Територията на РЮА се простира между 22°08′ и 34°50′ ю.ш. и между 16°27′ и 32°53′ и.д. Крайните точки на страната са следните:
- крайна северна точка – 22°07′32″ ю. ш. 29°39′25″ и. д. / 22.125556° ю. ш. 29.656944° и. д., на десния бряг на река Лимпопо, на границата със Замбия.
- крайна южна точка – 34°49′59″ ю. ш. 20°00′00″ и. д. / 34.833056° ю. ш. 20° и. д., нос Иглен, най-южната точка на Африка.
- крайна западна точка – 28°37′55″ ю. ш. 16°27′18″ и. д. / 28.631944° ю. ш. 16.455° и. д., устието на Оранжевата река, на брега на Атлантическия океан.
- крайна източна точка – 26°51′31″ ю. ш. 32°53′30″ и. д. / 26.858611° ю. ш. 32.891667° и. д., на брега на индийския океан, на границата с Мозамбик.[2]

## Релеф
Характерен елемент от релефа на РЮА е т.нар. Голям откос (Голямо стъпало), представляващ ясно изразения стръмен склон на платата и платовидните области, заемащи по-голямата част от територията на страната, към тясната крайбрежна низина на изток и падината Голямо Кару на юг, зад която се издигат Капските планини. Най-рязко Отстъпът е изразен на изток, където носи названието Драконови планини и тук се издига най-високата точка на страната – връх Каткин Пик (3660 m). Лежащите зад отстъпа плата и плоскогория започват на североизток със серията от плата Велд, над които се извисяват островърхите хребети Соутпансберг (1742 m), Ватерберг, Витватерсранд (1853 m), а също и остатъчни плосковърхи масиви. На запад е разположено периферното плато Горно Кару, а западно от него – платото Малък Намакваленд (1708 m). На север от Оранжевата река, на височина 900 – 1000 m се простират равнините на Калахари, пресечени от сухи речни долини.

## Геоложки строеж, полезни изкопаеми
Територията на РЮА е разположена в южната част на докамбрийската африканска платформа, с изключение на Капските планини, отнасящи се към областта с херцинска орогенеза. Основните структури на платформата са: масивът Трансваал, архайският подвижен пояс Лимпопо (на север от Трансваал), средно- и горнопротерозойските подвижни пояси Намаква (на северозапад) и Кейс (на запад), синеклизите Кару (на юг) и Калахари (на север). Фундаментът на платформата е изграден от гранитогнайси, гранулити, и зеленошистови вулканогенно-седиментни пластове, които са препокрити от горноархайски и среднопротерозойски (3100 – 1600 млн. години) платформен чехъл, изграден от теригенни и карбонатни наслаги, златоносни конгломерати, риолити, андезити, базалти и туфи. През късните етапи от развитието на платформата е възникнала Транваалската синеклиза, в която се е внедрил лополитът Бушвелд, изграден от габро, норити, перидотити, анортозити и гранити (всички с възраст около 1950 млн. години), карбонати и сиенити (около 2000 млн. години), кимбърлити (1600 млн. години) и мезозойски алкални гранити (1400 млн. години). На запад в подвижния пояс Кейс се проследява ивица от протерозойски теригенни, вулканогенни и карбонатни скали, които са силно смачкани и нагънати. През камбрия започва формирането на чехъла в този район е предшествано от метаморфизъм, образуването на пегматити в пояса Кейс (преди 1000 млн. години) и внедряването на гранити на запад (преди 920 – 55 млн. години). Седиментният чехъл през фанерозоя е представен от палеозойско-мезозойски теригенни и въгленосни наслаги и ранноюрски базалти (в синеклизата Кару и в редица грабени на изток, в Мозамбикското пропадане) и кайнозойски пясъчници (в синеклизата Калахари). На юг в синеклизата Кару се внедрява Капския нагънат пояс, изграден от миогеосинклинални наслаги от ордовика и долния карбон.
Недрата на РЮА са богати на полезни изкопаеми. Уникални по запаси са находищата от Бушвелдския комплекс и горноархайската система Витватерсранд. Най-значителни са запасите от уранова руда (128 хил. т U3O8), манганова руда (3 млрд. т общи запаси, 50 млн. т достоверни и вероятни), хромова руда (1,1 млрд. т, 63% от световните запаси), оловна (5,5 млрд. т) и цинкова руда (10,8 млрд. т), злато (25 хил. т), платина и платиноиди (12,4 хил. т), диаманти. В страната се разработват още находища на каменни въглища, желязна руда, никел, титан, ванадий, мед, сребро, калай, волфрам, кобалт, берилий, литий, антимон, торий, циркон, флуорит, барит, апатит, вермикулит, корунд, талк, графит, слюда, азбест и др.

## Климат
Климатът на РЮА е тропичен, а на юг от 30° ю.ш. – субтропичен. Голямо влияние върху климата във вътрешните райони на страната оказват крайбрежните планини, ограничаващи проникването на влажните ветрове от към Индийския океан. В крайбрежните низини и наветрените склонове на планините годишната сума на валежите е от 1000 до 2000 mm, а във вътрешните райони и на северозапад тяхното количество намалява до 150 mm. Във вътрешните плата средните летни температури са от 18 до 27°С, а средните зимни от 7 до 10°С. На югозапад и на платата във Велд в течение на 6 месеца са възможни и температури под 0°С. Много чести явления са периодичните засушавания. В субтропичните райони средната лятна температура е около 21°С, средната зимна под 13°С, а годишната сума на валежите до 700 mm. По крайбрежието на Атлантическия океан климатът е пустинен, със средни месечни зимни температури 11 – 15°С, средни летни 18 – 24°С и количество на валежите не повече от 100 mm годишно.

## Води
Повечето от постоянно течащите реки в РЮА принадлежат към басейна на Индийския океан, като най-големите са: Лимпопо (1750* km) с притока си Олифантс 560* km), Тугела, Грейт Фиш и др. Те са с предимно дъждовно подхранване и са пълноводни през лятото, а на югозапад – през зимата. Към водосборния басейн на Атлантическия океан принадлежи най-голямата река в страната Оранжевата (2200* km), течението на която е съпроводено с бързеи и прагове и има много непостоянен режим. Нейните основни притоци са Ваал (1250 km) и Каледон. Част от равнините на Калахари принадлежат към областите с вътрешен отток, като тук протичат епизодичните реки Молопо (970* km) с притоците си Нособ (740* km) и Куруман.

## Почви, растителност
По източното крайбрежие на РЮА, до 30° ю.ш. е разпространена типична савана с акации и алое, развита върху червени и червенокафяви почви, а покрай реките се срещат галерийни гори. На юг от 30° ю.ш. по крайбрежието растат субтропични гори и твърдолистни вечнозелени храсти. По склоновете на планините са се съхранили участъци от субтропични мусонни гори с иглолистни и вечнозелени дървета. По източните склонове на платата Велд е развита савана с баобаби върху червенокафяви почви, сменящи се с храстова савана върху черни почви и степи върху планински сивокестеняви почви. Равнините на Калахари са заети от опустинена савана, а на юг от Оранжевата река са развити храстови полупустини и пустините на Горно Кару.

## Животински свят, защитени територии
Територията на страната е разположена в Капската подобласт на Етиопската зоогеографска област. От бозайниците най-характерни и често ендемични са златна къртица, дългопет, тръбозъб, антилопа скачач, квага, кафява хиена. Много богата е и птичата фауна. От насекомите най-характерни са различните видове термити, срещат се участъци заразени с мухата цеце и маларийни комари. Като цяло животинският свят на РЮА е силно изменен в резултат от човешката дейност, като редица видове са унищожени, а ареалите на някои от тях (слонове, носорози, зебри, жирафи, лъвове, щрауси) са силно стеснени и са се съхранили само в резервати и национални паркове. За охрана на животинския свят са създадени националните паркове „Калахари –– Хемсбок“, „Крюгер“, „Натал“ и др. и резерватите „Ваалдам“, „Джайантс Касъл“, „Мкузе“, „Сейнт Люсия“ и др.